# Мошуренко Василь Петрович
Василь Петрович Мошуренко (12 лютого 1958, Розумівка Олександрівського району Кіровоградської області — 14 червня 2018) — український прозаїк-новеліст, поет, учитель-філолог, історик. Член Національної спілки письменників України (з 2015)

## Життєпис
Народився в 1958 році у селянській родині. З чотирьох років ріс із дідусем і бабусею (мати в 1962 поїхала на роботу до Грузії, батько покинув ще до народження). Світ дитинства — це дід, Мошуренко Дмитро Омелькович, і бабуся, Мошуренко (до шлюбу Голинська) Марія Антропівна.
У вересні 1965 року став школярем Розумівської восьмирічки, яку закінчив у 1973 році. Далі навчався два роки в середній школі у селі Бовтишка (закінчив у 1975 році).
Рік працював вожатим і вчителем географії в Розумівській школі.
1976—1978 — служба в армії (селище Чорна Річка під Ленінградом).
Ще рік працював у колгоспі.
В 1979 став студентом Кіровоградського педінституту імені О. С. Пушкіна, де почав опановувати російську філологію.
У 1983 році закінчив навчання й отримав призначення у село Велика Чечеліївка Новгородківського району Кіровоградської області.
У 1984 став директором цієї школи і пропрацював на цій посаді до 2006 року.
У 1993 закінчив заочно історичний факультет того ж Кіровоградського, проте вже педуніверситету імені Володимира Винниченка.
Восени 1990 вступив до Народного Руху.
З листопада 2006 року в Києві. Чотири роки працював на кількох роботах: охоронцем у гімназії та гуртожитку НАУ, сторожував машини на автостоянці. З 2010 працює соціальним педагогом Слов'янської гімназії, що в Дарницькому районі.
Влітку працює заступником директора табору « Сокіл» в Кончі-Заспі.
З вересня 2011 і до вересня 2016 — учитель історії, філософії і правознавства гімназії міжнародних відносин № 323 м. Києва.
Активний учасник Помаранчевої Революції та Революції Гідності: події описані у новелах «О пів на першу», «Горобчик».
Із 2015 року — член Національної спілки письменників України.
Помер 14 червня 2018, похований в селі Білогородка, Біле кладовище.

## Творчість
Перша серйозна публікація побачила світ у 1980 році в «Кіровоградській правді». Це був вірш «Там, де мама живе», який пізніше, у 2002 році став піснею із музикою автора на Всеукраїнському фестивалі родинної творчості, де родина Василя Петровича (Він, дружина і син) стали лауреатами конкурсу.
З 2007 року вірші та новели Василя Петровича друкувалися в газетах «Сільські вісті», «Селянська правда», «Освіта», «День», «Острів», «Сільська школа», «Літературна Україна», «Українська літературна газета» та в інших виданнях.
У 2017 і 2018 році був висунутий на присудження обласної премії імені Євгена Маланюка в номінації «Проза» із збірками новел.
Збірки автора:
- 2009 р. — «Думи»
- 2009 р. — «Це так просто казати правду»
- 2010 р. — «Відчай і віра»
- 2012 р. — «Колючість ніжної душі»
- 2012 р. — «Іду»
- 2012 р. — «Тінь від веселки»
- 2015 р. — «Шедеври»
- 2015 р. — «Мати»
- 2016 р.— «Коріння, або — Я — Розумівка»

## Родина
Дружина — Тетяна Григорівна Мошуренко, 1963 р. н., вчителька.
Донька — Ірина Семенець (дошл. Мошуренко), 1983 р. н., закінчила університет імені Т. Шевченка, юрист. Одружена, має дітей Назара та Маргариту.
Син — Мошуренко Ярослав, 1987 р. н., юрист. Одружений. Син — Андрій.